# Renfe série 253
La série 253 de la Renfe est une série de 100 locomotives électriques de type TRAXX de 3e génération livrées par Bombardier à partir de 2008.
Ces locomotives sont destinées au trafic de marchandises sur les voies à écartement ibérique. Leur convertisseurs de puissance Mitrac TC 3300 IGBT leur confèrent une puissance de 5 400 kW et une vitesse de 140 km/h.
Ce sont des locomotives monotension fonctionnant sous 3 kV continu. Elles ne peuvent donc pas circuler sur les lignes à haute vitesse.
Des 100 unités commandées le 8 octobre 2006, les 55 premières ont été construites par Bombardier dans son usine de Vado Ligure en Italie et les 45 restantes par la Renfe au TCR de Villaverde Bajo en Espagne.